# Холидей (группа компаний)
Группа Компаний Холидей (ГК Холидей) — одна из крупнейших торговых сетей в Сибири, которая занималась продажей продуктов питания и непродовольственных товаров и состояла из магазинов различных форматов. Магазины были расположены в 7 регионах: Новосибирской, Омской, Кемеровской, Томской и Тюменской областях, а также в Алтайском и Красноярском краях.
Согласно данным журнала Forbes, компания входила в ТОП-200 крупнейших частных компаний России.

## История
Компания была создана в 2000 году в Новосибирске Николаем Скороходовым совместно с партнёрами по инвестиционной группе «Лэнд», а первый магазин был открыт в Академгородке.
В 2006 году был открыт первый Распределительный центр в Новосибирске. В это же время компания объединилась с компанией "Сибириада" , а сеть компании увеличилась на 30 магазинов.
В 2007 году произошло слияние трех крупных ритейлеров: объединились новосибирский Холидей, «Кора» из Кемерово и «Экономный» из Омска. Объединение было взаимовыгодно для всех компаний, так как позволяло противостоять конкуренции со стороны федеральных ритейлеров.
В 2009 и 2012 годах X5 Retail Group пыталась купить сеть «Холидей классик», но оба раза сделки не состоялись.
В марте 2012 года сеть объединяла 219 магазинов в СФО.
В 2013 году новосибирский ритейлер приобрёл омскую сеть супермаркетов «Астор». Помещения 15 супермаркетов омской компании перешли в собственность ГК «Холидей».
В 2016 году компания занялась созданием новых специализированных отделов: «Фермер-центр», булочные-пекарни «Коршиков», мясные отделы «Мясо», винные магазины «Винный вагон».
В конце 2017 года сеть заявила о намерении развивать формат дискаунтера «Холди», компания решила полностью отказаться от форматов супермаркет («Холидей Классик», «Планета Холидей», «Сибириада», «Кора», «Гастрономическое турне») и гипермаркет («Палата», «Народная палата»). В ноябре 2017 года на продажу был выставлен 151 объект площадью около 300 тыс. м² в пяти регионах Сибири. В то же время были открыты магазины «Бум» в формате жёсткого дискаунтера.
К февралю 2018 года часть магазинов были переформатированы в магазины «Холди», оставшиеся закрыты или проданы конкурентам, например компании Лента. Так в 2018 году у ГК Холидей оставались только два бренда — «Холди» и «Фермер-Центр.РФ», а все прочие действующие магазины были переименованы.
Оставшиеся магазины были переданы в управление сети «Фермер-центр», которая принадлежала компании «ФЦ Сибирь»..
По данным на конец марта 2022 года, брендом «Фермер-центр» владеет бывший коммерческий директор компании Илья Сухарев. Он занялся активным развитием «Фермер-центра» по франшизе - было объявлено о запуске магазинов в Москве, Нижнем Новгороде, Казани, Красноярске, Томске, Омске и Кемерове. По состоянию на август 2024 года магазины в Нижнем Новгороде, Казани, Красноярске и Томске не функционируют.
В июле 2024 года Илья Сухарев объявил о том, что будет развивать новый проект - продуктовый кооператив "Коопторгъ семейный". Его руководителем значится Владимир Скороходов.

### Процедура банкротства
В 2018 году на компанию подано свыше 250 исков, общая сумма претензий составила несколько сотен миллионов рублей, в числе самых крупных — иски от «ПепсиКо Холдингс» (69 млн ₽), «Вимм-Билль-Данн» (27 млн ₽), общая затребованная сумма от холдинга «Объединённые кондитеры» и коньячного дома «Цитадель» составила около 40 млн ₽.
25 июля 2018 года началась процедура банкротства компании. Арбитражный суд ввёл шестимесячное наблюдение.
В марте 2019 Арбитражный суд Новосибирской области признал компанию "Холидей" несостоятельным банкротом. Суд обязал ввести в компании конкурсное производство сроком на 6 месяцев — до 28 августа 2019 года. Временным управляющим утверждён Сергей Капустников.
В попытке спасти компанию, Николай Скороходов перевёл из компании Холидей нежилые помещения, сотрудников и товар в компанию «НСК Холди», открытую в 2017 году. Также были переданы товарные знак «Холди дискаунтер» и «Фермер-центр».
Торги по банкротству проходят с 25 июля 2022 года и завершатся в октябре.

## Форматы

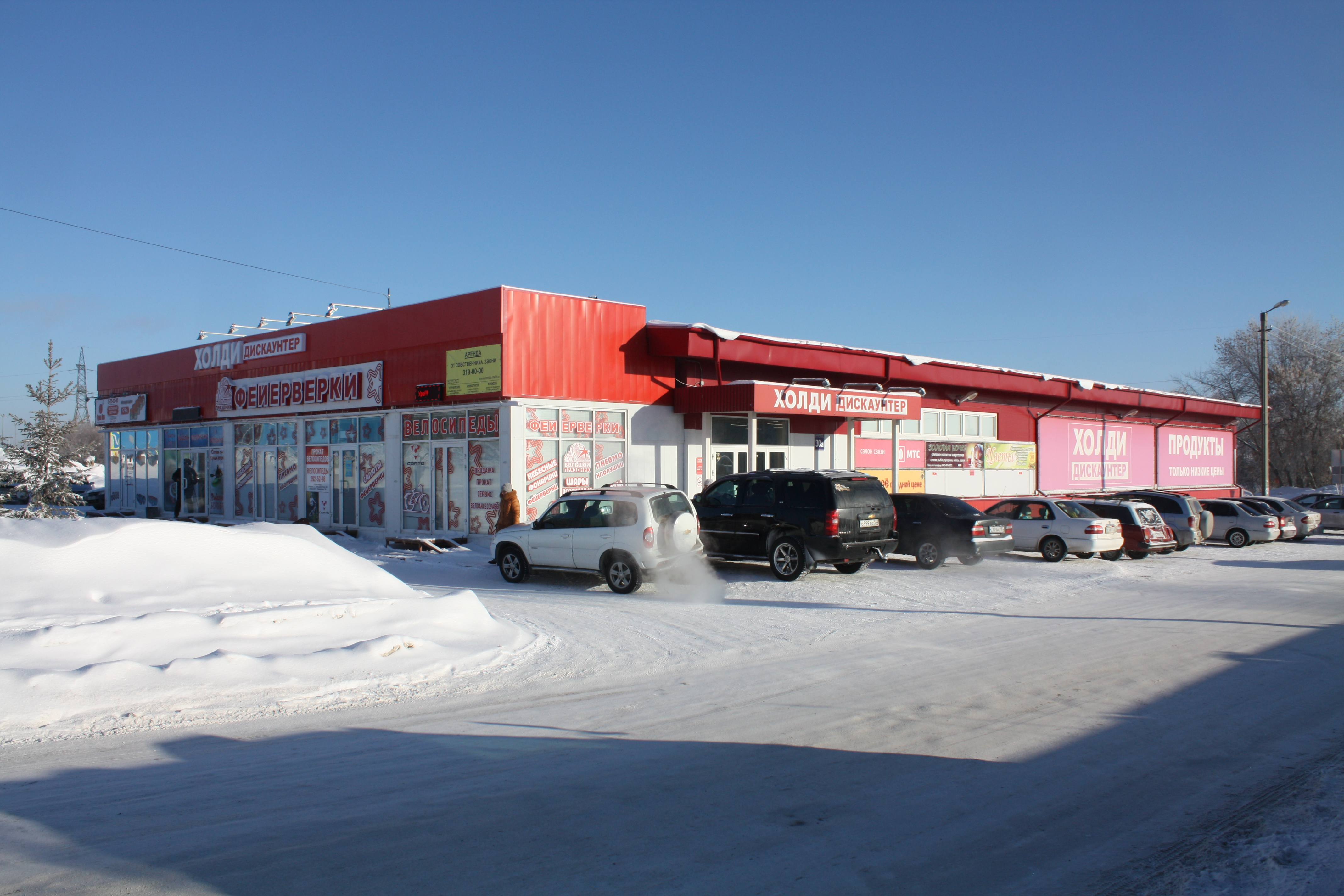
Магазин «Холди» на углу Советского шоссе и улицы Ивлева в Новосибирске.

ГК Холидей владела почти 500 магазинами различных форматов от дискаунтеров и магазинов у дома до гипермаркетов. Среди брендов компании были: «Холидей Классик», «Холди», «Бум», «Фермер-Центр. РФ», «Березка», «Планета Холидей» «Сибириада», «Палата», «Народная палата», «Кора».

## Логистика
В распоряжении компании было три распределительных центра:
- Новосибирск (2 РЦ, обслуживающие Алтайский край, Новосибирскую, Кемеровскую, Томскую и Омскую области).
- Омск (1 РЦ, обслуживающий магазины на территории Омской области).

Также у компании был собственный парк грузовых автомобилей — около 100 фур с регулируемой температурой в кузове.